# Darío Fabbro
Pour les articles homonymes, voir Fabbro.
Darío Raúl Fabbro, né le 11 mars 1976, est un joueur de football argentin.

## Biographie
Il évolue dans la MLS pour les Sporting de Kansas City et pour les Revolution de la Nouvelle-Angleterre de Boston, il joue ensuite au Honduras pour le Club Deportivo Platense et au Chili pour le Club Deportes de Concepción
Il est le frère de Jonathan Fabbro. Ce dernier sera accusé d'avoir abusé sexuellement de la fille de Darío en 2017.